# 元懋
元懋（?—?），字伯邕，西魏宗室，河南郡洛阳县（今河南省洛阳市东）人，北魏丞相、常山王拓跋遵玄孙，常山康王拓跋素曾孙，城阳宣王拓跋忠之孙，谒者仆射、城阳公元盛的儿子。
元懋袭爵城阳公，后来降爵为城阳侯。从魏孝武帝入关中，封北平王。去世后，赠尚书左仆射，谥号贞慧。他的儿子元陟，字景升，官至开府仪同三司。